# ねぇ〜お兄ちゃぁ〜ん 〜妹たちのドッキドキ誘惑合戦!〜
『ねぇ〜お兄ちゃぁ〜ん 〜妹たちのドッキドキ誘惑合戦!〜』（ねぇーおにいちゃあーん いもうとたちのドッキドキゆうわくがっせん）は、日本のアダルトゲームブランド・スワンが2009年5月29日に発売した18禁アドベンチャーゲーム。

## 概要
有限会社アセンドアイの廉価版ブランドの一つ・スワンの第9作。主人公の実妹と義妹が主人公を巡って争奪を繰り広げる三角関係を描いたコメディ作品で、姉妹ブランド・スワンマニアが発売した『淫妹LOVE』に見られるような近親相姦の背徳性に訴える要素は本作ではほとんど見られない。また、同様にスワンマニアが発売した『イケナイ妹Life』で見られたコスプレ要素がふんだんに盛り込まれている。
2008年後半から顕著となっているスワン系ブランドの「ボテもえ」路線は本作においても健在であり、4種類のエンディング中1種類を除いてヒロインの妊娠や出産で話が締め括られている。

## 登場人物
松山 直樹（まつやま なおき）
主人公。両親が海外に長期出張中のため、実妹・里瑠と義妹・夕空との3人で暮らしている。
松山 里瑠（まつやま りる）
直樹の実妹。明るく元気な性格だが、義姉の夕空に比べて子供っぽいことを気にしている。夕空が突如として直樹に猛アタックを仕掛けて来たことから、対抗意識を激しく燃やすようになった。当初は夕空に付き合わされて渋々やっていたコスプレの楽しさに目覚め始めている。
松山 夕空（まつやま ゆら）
幼少期に親を亡くし、松山家に養女として引き取られた直樹の義妹で、直樹のことを義兄でなく一人の男性として意識し始めている。里瑠と同い年だが、誕生日が早いため里瑠の義姉となる。家庭的でスタイルが良く、大のコスプレ好きでもあり、里瑠を強引に付き合わせて楽しんでいる。

## スタッフ
- 原画 - 鬼MAYUGE
- 音楽 - Arp